# Óscar Clavell López
Óscar Clavell López, né le 7 septembre 1978, est un homme politique espagnol membre du Parti populaire (PP).
Il est élu député de la circonscription de Castellón lors des élections générales de décembre 2015.

## Biographie

### Vie privée
Il est célibataire.

### Profession
Il est titulaire d'une licence d'histoire délivrée par l'Université de Valence.

### Carrière politique
Il est président local du Parti populaire de La Vall d'Uixó et maire de la ville de 2011 à 2015.
Le 20 décembre 2015, il est élu député pour Castellón au Congrès des députés et réélu en 2016.